# Fumeterre de Vaillant
Fumaria vaillantii
Espèce
La Fumeterre de Vaillant (Fumaria vaillantii) est une espèce de plantes à fleurs de la famille des Papavéracées.